# Jim Donovan
Jim Donovan, né au Québec en 1964, est un réalisateur canadien.

## Biographie
Jim Donovan a écrit et réalisé 3 saisons qui a remporté plusieurs prix internationaux, y compris le meilleur long métrage au Beverly Hills Film Festival 2010, meilleur réalisateur au Mexico International Film Festival 2009 et le meilleur long métrage canadien au Festival du film de Whistler 2008,.

## Filmographie partielle

### Films
- 1996 : 2 Mayhem 3
- 1997 : Jeu d'espionne (Provocateur)
- 2005 : Pure[6]
- 2006 : Agent provocateur
- 2007 : The Watch
- 2009 : 3 saisons[7],[8],[9]
- 2010 : The Perfect Teacher[10]

### Téléfilm
- 2018 : Believe Me : Enlevée par un tueur (Believe Me: The Abduction of Lisa McVey)

### Séries télévisées
- 2014 - 2015 : Le Clan[11]
- 2016 : Le Siège

## Nominations et Prix
- 2005 : Nomination Prix de la Guilde de Réalisateurs du Canada Meilleure réalisation long-métrage
- 2010 : Nomination Genie Awards Meilleur film 3 Saisons
- 2013 : Prix Écran Meilleure mise en scène série télé pour son épisode flashpoint, Day in the Life[pas clair]
- 2018 : Nomination Prix de la Guilde de Réalisateurs du Canada Meilleur réalisation
- 2020 : Prix Écran Meilleur film télévisé